# Ingrid Lotz
Ingrid Lotz (Malliß, 1934. március 11. –) német diszkoszvetőnő.

## Pályafutása
1964-ben az Egyesült Német Csapat tagjaként részt vett a tokiói olimpiai játékokon. Ingrid a második legjobb eredménnyel jutott túl a selejtezőn, majd a döntőben is második lett. A döntőben mindössze hat centiméterrel maradt alul legjobb eredménye, a végül aranyérmes szovjet Tamara Pressz mögött.
1966-ban a budapesti Európa-bajnokságon hatodik volt.
Férje, Martin Lotz kalapácsvetőként szintén megjárta az olimpiát.

## eredményei
NDK bajnokság
- aranyérmes: 1963,[2] 1964[3]

Rekordjai
- 57,13 m (1964. augusztus, Lipcse) NDK csúcs[4]

Legjobb eredményei évenként
- 1962: 54,05 m (világranglista: 6.)[5]
- 1963: 55,75 m (v: 3.)[6]
- 1964: 57,21 m (v: 2.)[7]
- 1965: 55,98 m (v: 6.)[8]
- 1966: 56,48 m (v: 5.)[9]